# Орехово-Зуевское викариатство
Оре́хово-Зу́евское викариа́тство — викариатство Московской епархии Русской православной церкви.

## История
Создано в августе 1926 года распоряжением заместителя Патриаршего Местоблюстителя Митрополита Нижегордаского Сергия (Страгородского). К викариатству были причислены только 9 церквей из Богородскаго викариатства. Викарии назначались на кафедру до января 1936 года. Затем последовал долгий перерыв.
Викариатство было возобновлено лишь 23 марта 1987 года, когда епископом Орехово-Зуевским был назначен Николай (Шкрумко). При этом викариатство становилось титулярным, так как он возглавлял Патриаршие приходы в Канаде. Его преемники, Алексий (Фролов) и Пантелеимон (Шатов), служили в Москве.
13 апреля 2021 года была образована Балашихинская епархия, правящий архиерей которой стал титуловаться «Балашихинский и Орехово-Зуевский», что означает упразднение Орехово-Зуевского викариатства.

## Архиереи
- Никита (Делекторский) (август 1926 — 16 сентября 1927)
- Иоанн (Соколов) (12 октября 1928 — 8 октября 1929)
- Питирим (Крылов) (8 октября 1929 — 30 марта 1931)
- Иоанн (Соколов) (30 марта 1931 — 27 мая 1934)
- Иоанн (Широков) (27 мая 1934 — январь 1936)
- Николай (Шкрумко) (23 марта 1987 — 30 января 1991)
- Алексий (Фролов) (19 августа 1995 — 5 марта 2010)
- Пантелеимон (Шатов) (21 августа 2010 — 22 марта 2011, 12 марта 2013 — 13 апреля 2021)